# くたばれキャベツ野郎
『くたばれキャベツ野郎』（くたばれキャベツやろう、原題：L'Homme à tête de chou）は、セルジュ・ゲンスブールが1976年に発表したアルバム。

## 解説
本作は、「キャベツ頭の男」と呼ばれる男と、理髪店のシャンプー係だった女性マリルーを中心とする物語となっているコンセプト・アルバムである。ジャケットに写っているキャベツ頭の男の彫刻は、ゲンスブールが購入したクロード・ラランヌの作品。
「マリルーとレゲエ」は、ゲンスブールが初めてレゲエを取り入れた楽曲で、後にレゲエ・アルバム『フライ・トゥ・ジャマイカ』を制作するきっかけとなった。

## 収録曲
全曲セルジュ・ゲンスブール作詞・作曲。ただし、「俺のマリルー」はベートーヴェン「ピアノソナタ第23番（熱情）」にインスパイアされている。
1. くたばれキャベツ野郎 - "L'homme à tête de chou" - 2:59
2. マックスの理髪店 - "Chez Max coiffeur pour hommes" - 1:57
3. マリルーとレゲエ - "Marilou Reggae" - 2:08
4. マリルー - "Transit à Marilou" - 1:30
5. フラッシュ・フォワード - "Flash Forward" - 2:35
6. 複葉飛行機 - "Aéroplanes" - 2:35
7. 初期症状 - "Premiers symptômes" - 1:12
8. 俺のマリルー - "Ma Lou Marilou" - 2:39
9. マリルーのヴァリエーション - "Variations sur Marilou" - 7:39
10. 消火器殺人事件 - "Meurtre à l'extincteur" - 0:47
11. 雪の下のマリルー - "Marilou sous la neige" - 2:23
12. 月の精神病院 - "Lunatic Asylum" - 3:20

## 参加ミュージシャン
- セルジュ・ゲンスブール - ボーカル
- アラン・ホークショウ - 編曲、キーボード、シンセサイザー
- アラン・パーカー - ギター
- ジャド・プロクター - ギター
- ブライアン・オジャーズ - ベース
- ドゥギー・ライト - ドラムス
- ジム・ローレス - パーカッション
- クレア・トリー - バッキング・ボーカル
- ジーン・ホーカー - バッキング・ボーカル
- ケイ・ガーナー - バッキング・ボーカル